# Jojo Rabbit
Jojo Rabbit er en amerikansk satirisk dramakomedie.
Filmen er instrueret og skrevet af Taika Waititi, baseret på Christine Leunens' bog Caging Skies. Roman Griffin Davis portrætterer hovedpersonen, Johannes "Jojo" Betzler, et Hitlerjugendmedlem, der finder ud af at hans mor (Scarlett Johansson) gemmer en jødisk pige (Thomasin McKenzie) på deres loft. Han må derefter stille spørgsmålstegn ved sine overbevisninger, mens han bliver forstyrret af sin usynlige ven, en fantasifuld udgave af Adolf Hitler (Waititi). Filmen har også Rebel Wilson, Stephen Merchant, Alfie Allen og Sam Rockwell på rollelisten.
Filmen havde verdenspremiere ved den 44. Toronto International Film Festival den 8. september 2019, hvor den vandt hovedprisen: Grolsch People's Choice Award.
Filmen havde premiere i biograferne i USA den 18. oktober 2019, og i Danmark den 16. januar 2020. Den fik stort set ros, især for de optrædende, den visuelle stil, humoren, det optimistiske budskab, musikken, men også en vis kritik for dens komiske skildring af nazister.
Jojo Rabbit blev valgt af National Board of Review og American Film Institute som en af de ti bedste film i 2019.
Ved Oscaruddelingen 2020 modtog filmen 6 nomineringer, inklusiv Bedste Film, Bedste kvindelige birolle til Johansson, og Bedste filmatisering.

## Medvirkende
- Roman Griffin Davis som Johannes "Jojo" Betzler
- Taika Waititi som Adolf Hitler
- Thomasin McKenzie som Elsa Korr
- Scarlett Johansson som Rosie Betzler
- Sam Rockwell som Captain Klenzendorf
- Archie Yates som Yorki
- Rebel Wilson som Fraulein Rahm
- Alfie Allen som Finkel
- Stephen Merchant som Deertz

## Produktion
I marts 2018 blev det afsløret at Taika Waititi ikke bare ville instruere men også spille med i filmen som den imaginære Adolf Hitler. Waititi sagde om rollen "Der er min version af en ensom drengs bedste version af sin helt, som i virkeligheden er hans far" og henviser til filmens hovedperson, en 10-årig dreng, der er desperat efter at komme med i Hitlers rækker under anden verdenskrig.
Senere samme måned sluttede Scarlett Johansson rollebesætningen som drengens mor, der hemmeligt er anti-nazist.
I april 2018 blev Sam Rockwell tilføjet rollebesætningen for at portrættere "en nazikaptajn der leder en hitlerjugendlejr."
I maj 2018 tiltrådte Rebel Wilson rollebesætningen som "en brutal instruktør i den hitlerjugendlejr, som den unge man netop er blevet rekrutteret til at deltage i." Filmoptagelserne skulle også have været startet i Prag kort tid efter.
Senere på måneden blev Roman Griffin Davis castet til rollen som Johanssons søn, mens New Zealander Thomasin McKenzie fik rollen som Elsa Korr, den jødiske pige som Johansson gemmer i sit hjem.
Hovedproduktionen startede den 28. maj 2018, og filmen blev færdiggjort i februar 2019.

## Udgivelse
Jojo Rabbit havde verdenspremiere ved den 44. Toronto International Film Festival den 8. september 2019.
Filmen blev vist til Fantastic Fest i Austin den 19. september 2019. Filmen åbnede San Diego International Film Festival den 15. oktober 2019.
Filmen blev også vist ved festivaler i Chicago, Philadelphia, Hawaii, New Orleans, Chapel Hill, North Carolina, Middleburg, Virginia, and at the UK Jewish Film Festival.
Filmen blev udgivet i USA of New Zealand den 8. oktober 2019, og begyndte med en begrænset udgivelse inden den udvidede til flere biografer til en fuld udgivelse 8. november 2019.
I Danmark havde filmen premiere 16. januar 2020.

## Modtagelse

### Billetindtægter
Den 4. februar 2020 har Jojo Rabbit samlet 28,4 millioner dollars i USA og Canada og 36,9 millioner dollars i andre territorier for i alt 65,3 millioner dollars på verdensplan.

### Kritisk respons
På hjemmesiden Rotten Tomatoes har filmen en vurdering på 80% baseret på 363 anmeldelser, med en gennemsnitlig bedømmelse på 7,51 / 10.
Metacritic, der bruger et vægtet gennemsnit, gav filmen en score på 58 ud af 100, baseret på 57 kritikere.
Leslie Felperin fra Filmmagasinet Ekko giver filmen 4 ud af 6 stjerner og skriver: "Kontroversiel nazikomedie sprudler af fortælleglæde, smukt håndværk og morsomt skuespil af Hollywood-stjerner og unge stortalenter."
Filmanmelderen Per Juul Carlsen fra Filmland på DR.dk giver filmen 5 ud af 6 stjerner og skriver: "Det er frydefuldt provokerende at se Hitler som en opblæst kujon med prøjseraccent, der skal hjælpe en lille dreng med at være en rigtig nazist. (...) Og så er Waititi, der selv er en dygtig skuespiller, faktisk virkelig morsom i sin Hitler-parodi."

### Priser og nomineringer
| Ceremoni       | Pris                                   | Modtager                           | Resultat  |
| -------------- | -------------------------------------- | ---------------------------------- | --------- |
| Academy Awards | Oscar for bedste film                  | Taika Waititi                      | Nomineret |
| Academy Awards | Oscar for bedste kvindelige birolle    | Scarlett Johansson                 | Nomineret |
| Academy Awards | Oscar for bedste adapterede manuskript | Taika Waititi og Christine Leunens | Vundet    |
| Academy Awards | Oscar for bedste scenografi            |                                    | Nomineret |
| Academy Awards | Oscar for bedste kostumer              |                                    | Nomineret |
| Academy Awards | Oscar for bedste redigering            |                                    | Nomineret |
| Golden Globes  | Bedste film - komedie                  | Taika Waititi                      | Nomineret |
| Golden Globes  | Bedste mandlige hovedrolle - komedie   | Roman Griffin Davis                | Nomineret |